# Thomas Phifer

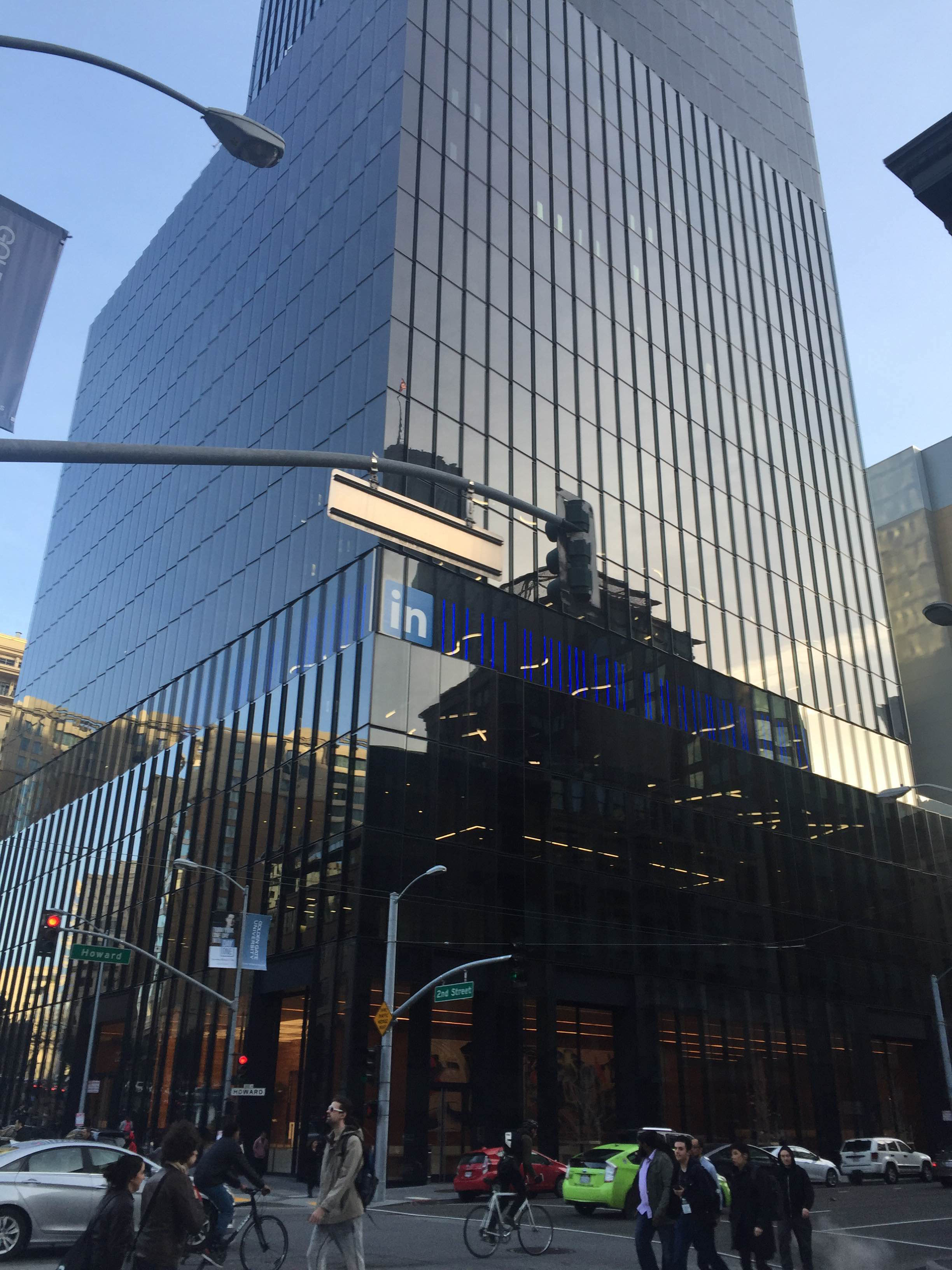
222 Second Street i San Francisco

Thomas Phifer, född 1953 i  Columbia i South Carolina i USA, är en amerikansk arkitekt med kontor i New York.  
Thomas Phifer utbildade sig till arkitekt med magisterexamen 1977 på Clemson University i Clemson i South Carolina. Han grundade arkitektkontoret Thomas Phifer and Partners 1997.

## Verk i urval
- North Carolina Museum of Art i Raleigh, North Carolina
- Raymond and Susan Brochstein Pavilion på Rice University i Houston, Texas
- Salt Point House i Hudson Valley, delstaten New York
- Millbrook House i Hudson Valley, delstaten New York
- Taghkanic House i Hudson Valley, delstaten New York
- Castle Clinton National Monument i Manhattan, New York
- Tillbyggnad av Lee III Hall of Clemson University i Clemson, South Carolina
- Seoul Language School i Seoul, Sydkorea
- Huvudkontor för Steelcase, Inc. i Grand Rapids, Michigan
- Tillbyggnad av Glenstone Museum i Potomac, Maryland
- Tillbyggnad av Corning Museum of Glass i Corning, New York
- 222 Second Street i San Francisco